# Симонян Метаксія Мігранівна
Метаксія Мігранівна Симонян (вірм. Սիմոնյան Մետաքսյա ՄիհրանիՍիմոնյան Մետաքսյա Միհրանի, 21 лютого 1926 — 11 серпня 1987) — радянська вірменська актриса театру та кіно, педагог. Народна артистка СРСР (1981). Лауреат Сталінської премії другого ступеня (1950).

## Біографія
Метаксія Симонян народилася 21 лютого 1926 року в Ашхабаді (нині Туркменія).
У 1933 році разом з родиною вона переїхала до Єревану.
У 1948 році закінчила акторський факультет Єреванського художньо-театрального інституту (курс Вартана Аджемяна). З цього ж року актриса Вірменського театру імені Г. М. Сундукяна. Її першою роллю була Анани в комедії «Ще одна жертва» Габриела Сундукяна, а партнерами по сцені були Авет Аветисян і Ольга Гулазян.
Рік потому зіграла Ніну в драмі «Маскарад» Михайла Лермонтова. Ця роль, створена в партнерстві з Ваграмом Папазяном, Вагаршем Вагаршяном, Рачія Нерсесяном принесла актрисі велику славу і популярність. Тема захисту гідності жінки була центральною у творчості актриси.
Репертуар М. Симонян відрізнявся широтою і різноманітністю, при цьому вона однаково вдало виступала в п'єсах вірменських, російських та західноєвропейських авторів. Її кращими ролями були: Дездемона в п'єсі «Отелло» Шекспіра, Настасія Пилипівна у виставі за романом «Ідіот» Федора Достоєвського, Марта у п'єсі «Хто боїться Вірджинії Вулф?» Едварда Олбі.
Довгі роки була провідною актрисою Вірменського театру імені Сундукяна.
Гастролювала в Москві, Баку, Тбілісі, Бейруті, Дамаску та інших містах світу. 
У кіно з 1947 року.
З 1968 року викладала в Єреванському художньо-театральному інституті (нині — Єреванський державний інститут театру і кіно) (з 1983 — професор).
Померла 11 серпня 1987 року. Похована в Єревані на Тохмахському кладовищі.

## Творчість

### Ролі у виставах
- 1948 — «Ще одна жертва» Г. Сундукяна —  Анані
- 1949 — «Маскарад» М. Лермонтова —  Ніна
- 1949 — «Ці зірки наші» Г. Тер-Григоряна і Л. Карагезян —  Армануш
- 1952 — «Єгор Буличов та інші» Максима Горького —  Шура
- 1953 — « Король Лір » Вільяма Шекспіра —  Корделія
- 1955 — «Намус» Олександра Ширванзаде —  Сусан
- 1959 — «Хаос» А. Ширванзаде —  Шушанік
- 1960 — «Ідіот» Ф. М. Достоєвського —  Настасія Пилипівна
- «Замок Броуді» Арчибальда Кроніна —  Ненсі
- «Мадам Сан-Дружин» В. Сарду і Е. Моро —  Катрін
- «У 1905 році» Дж. Джаббарли —  Сона
- «Отелло» В. Шекспіра —  Дездемона
- « Ромео і Джульєтта » В. Шекспіра —  Джульєтта
- «Ара Прекрасний» Наїрі Зарян —  Нвард
- «Артавазд і Клеопатра» Н. Зарьян —  Клеопатра
- «Хто боїться Вірджинії Вулф?» Ед. Олбі —  Март
- «Біда від ніжного серця» В. А. Соллогуб —  Катерина
- «Уріель Акоста» К. Гуцкова —  Джудіт
- «Мадам Сен-Жан» В. Сарду і Е. Моро —  Катрін Лефевр
- «Незгасима зірка» —  Лусік Лісінян .

### Фільмографія
- 1947 — «Анаіт» — Анаіт
- 1949 — «Дівчина Араратської долини» — Ануш
- 1954 — «Дріб'язок» (короткометражний) — Вардуи
- 1955 — «У пошуках адресата» — Мануш
- 1957 — «Кому посміхається життя?» — Заруи
- 1959 — «Її фантазія» — медсестра
- 1959 — «Стрибок через прірву» — Гаяне
- 1960 — «Саят—Нова» — Ганна
- 1962 — «Води піднімаються» — Арєв
- 1971 — «Хатабала» — епізод
- 1973 — «Останній подвиг Камо» — Арша
- 1978 — «Зірка надії» — епізод
- 1979 — «Світ в люстерко» в кіноальманаху «найкращий чоловік» — епізод
- 1983 — «Господар» — епізод.

## Нагороди та премії
- Народна артистка Вірменської РСР (11.03.1965).
- Народна артистка СРСР (1981).
- Сталінська премія другого ступеня (1950) — за виставу «Ці зірки наші».
- Орден Трудового Червоного Прапора (27.06.1956).
- Орден Дружби народів (22.08.1986).

## Пам'ять

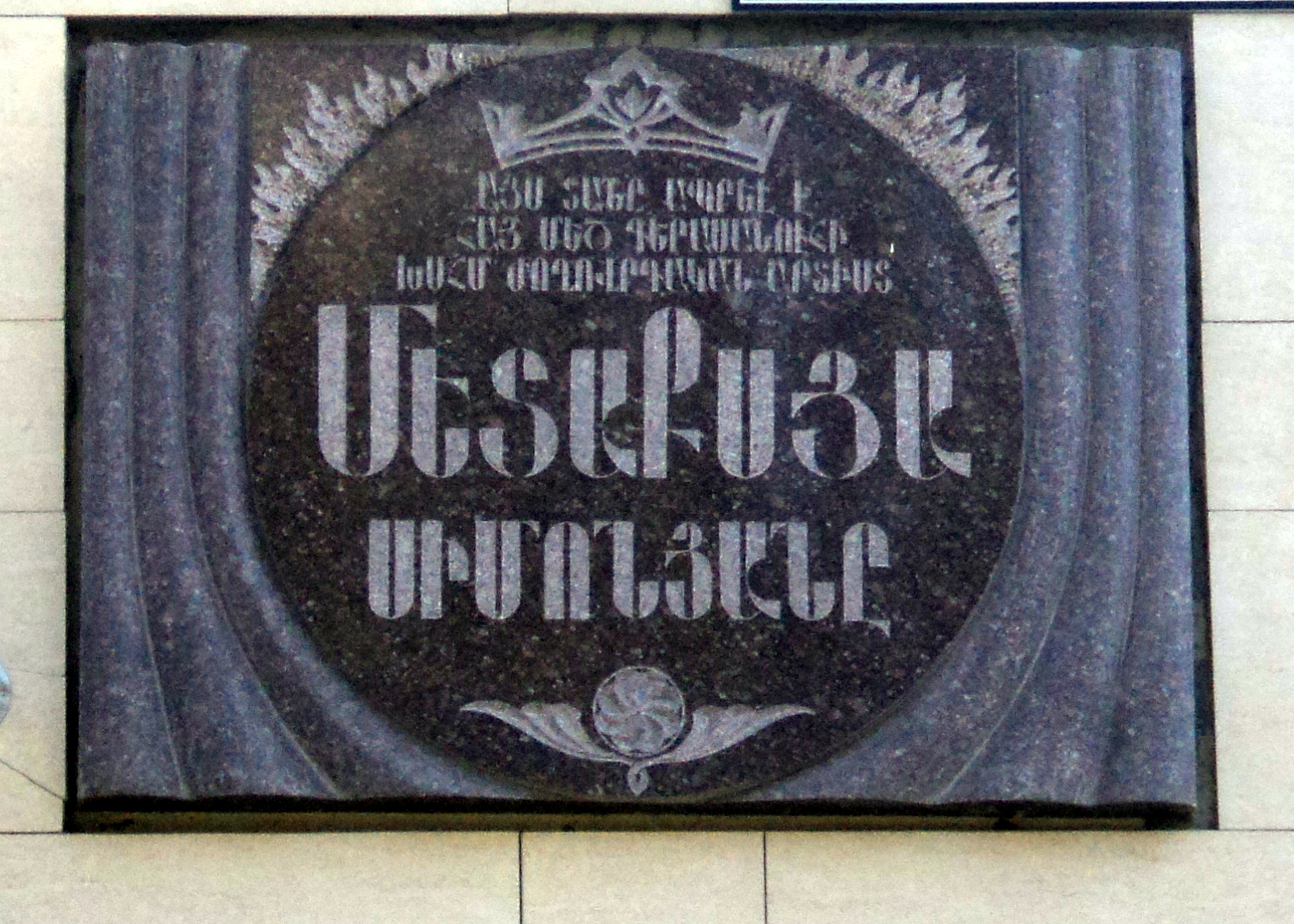
Меморіальна дошка (вул. Абовяна, будинок 20)

- В пам'ять про М. М. Симонян у Єревані встановлена меморіальна дошка на будинку, де вона жила (вул. Абовяна, будинок 20).
- У Вірменії щорічно вручається театральна премія «Артист» імені Метаксії Симонян.